# Pendelgabel

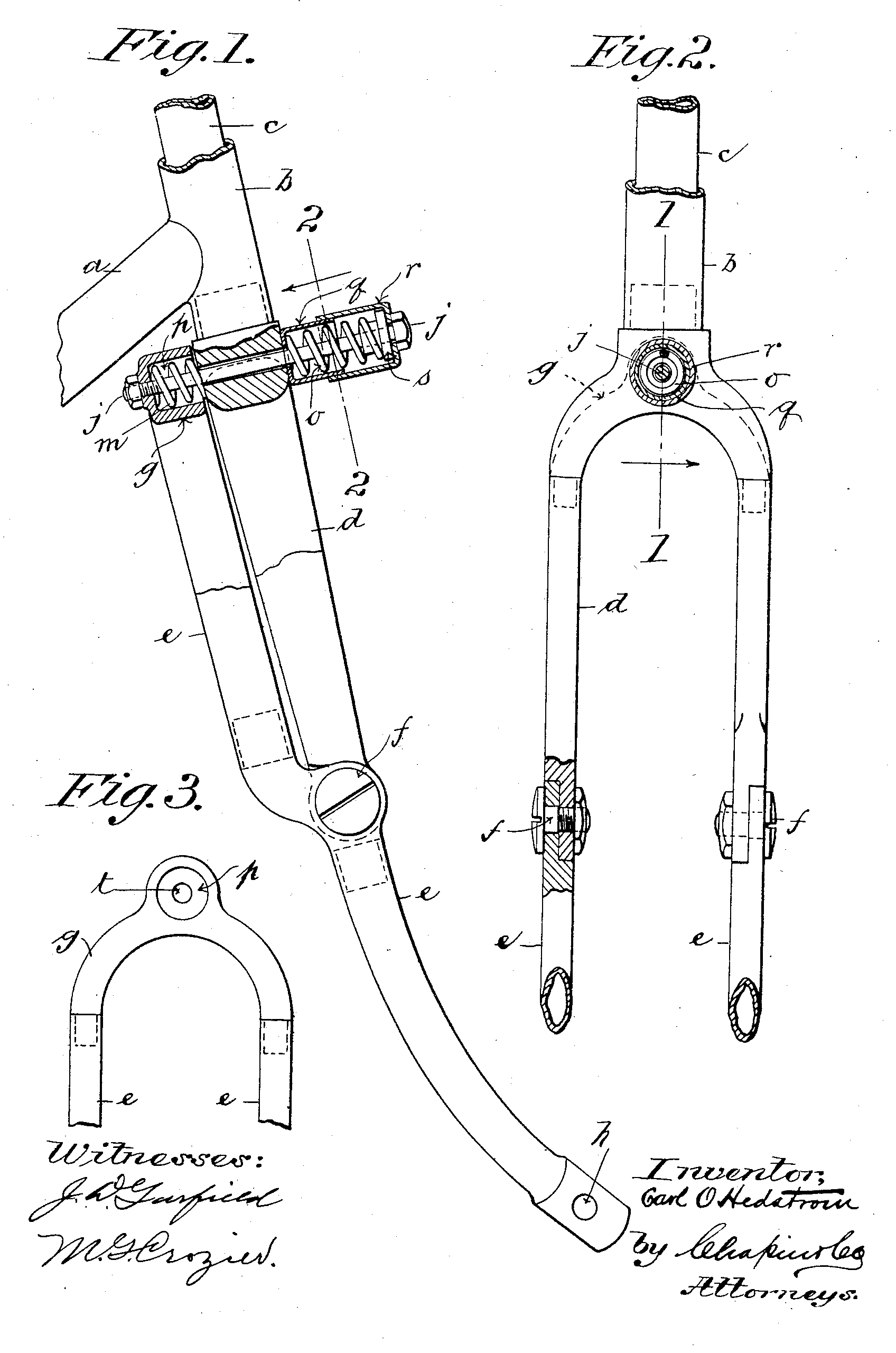
Erste Pendelgabel (1905), Oscar Hedstrom

Die Pendelgabel war eine Bauart der Vorderradaufhängung bei Motorrädern. Auf die erste Pendelgabel erhielt Oscar Hedstrom, Mitbegründer von Indian, am 10. Januar 1905 ein US-Patent. Indian baute Pendelgabeln zwischen 1905 und 1910 bei allen Motorradmodellen ein, danach die Blattfedergabel. Eine weiter entwickelte Pendelgabel des britischen Herstellers Triumph erschien 1910. Pendelgabeln wurden nach dem Ersten Weltkrieg wieder von DKW, Reichsfahrtmodell (1922) und Motobécane (1923) auf den Markt gebracht. Das letzte Motorrad von DKW mit Pendelgabel war die E 200 (1928); danach wurde die Trapezgabel verwendet, die weitaus bessere Eigenschaften hatte. Der Prototyp 'DKW L 60' von 1947 hatte ebenfalls eine Pendelgabel mit Gummi-Torsionselementen als Federn. Bis in die 1950er Jahre wurde in Motorfahrrädern und Mopeds die sogenannte Pendelfedergabel eingebaut.

## Technik
Die Pendelgabel war unterhalb des Lenkkopfes an einer Achse quer zu Fahrtrichtung drehbar gelagert, sodass der untere Teil der Gabel mit dem Rad nach vorn und oben ausweichen konnte. Eine Feder nahm die horizontalen Kräfte auf. Das Ansprechverhalten wird als gut beschrieben; entscheidend für die geringe Verbreitung der Pendelgabel war die geringe Vertikalfederung und die Änderung von Radstand und Nachlauf und die dadurch „miserablen Führungseigenschaften“.  Das Einfedern ist mit „erheblichen Horizontalbewegungen“ gekoppelt, die diese Konstruktion als „fast sinnlos“ erscheinen lassen. Pendelfedergabeln wurden mit Schrauben- oder Drehstabfedern gefedert.

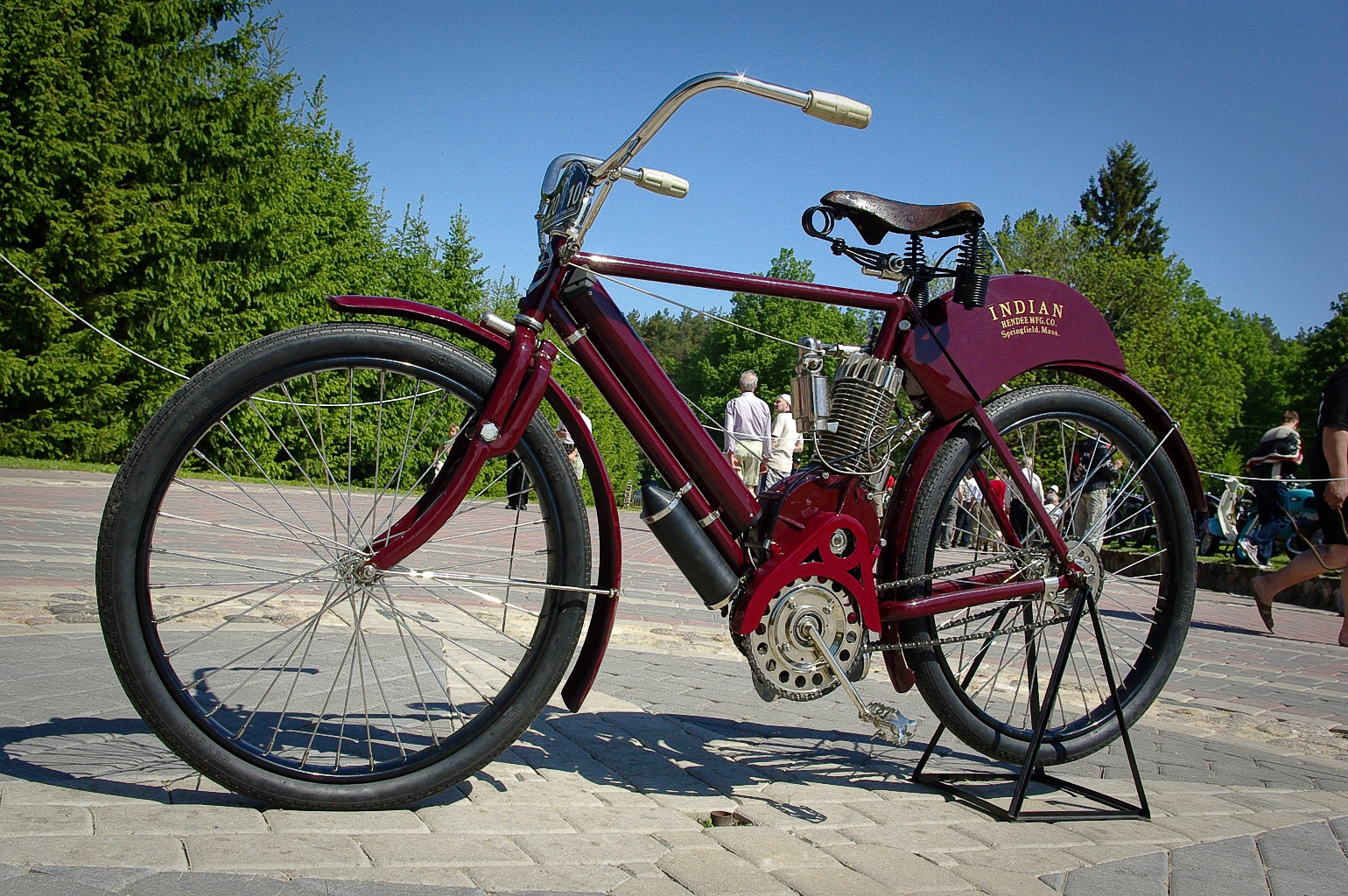
Indian (1905)
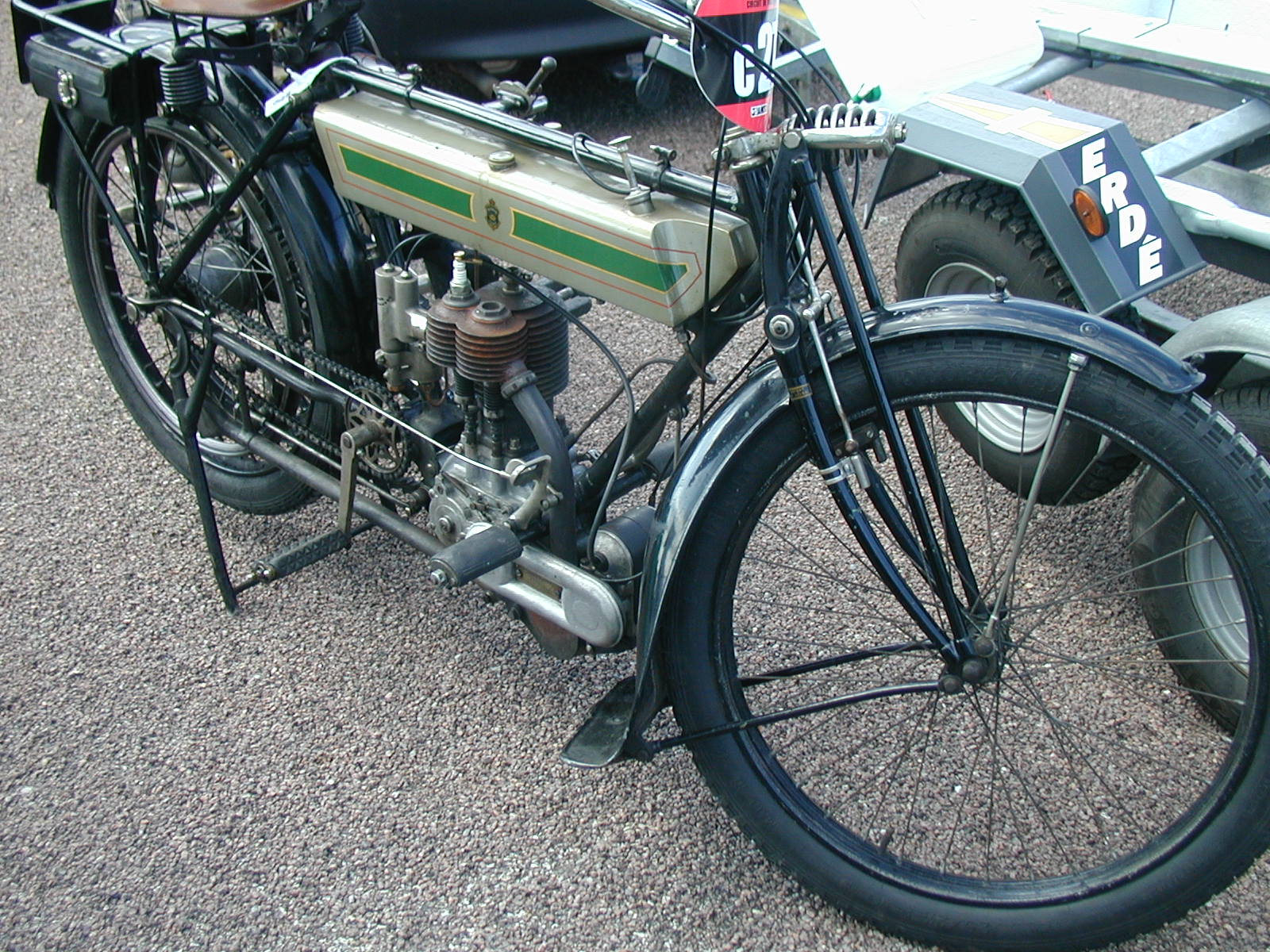
Triumph (1910)
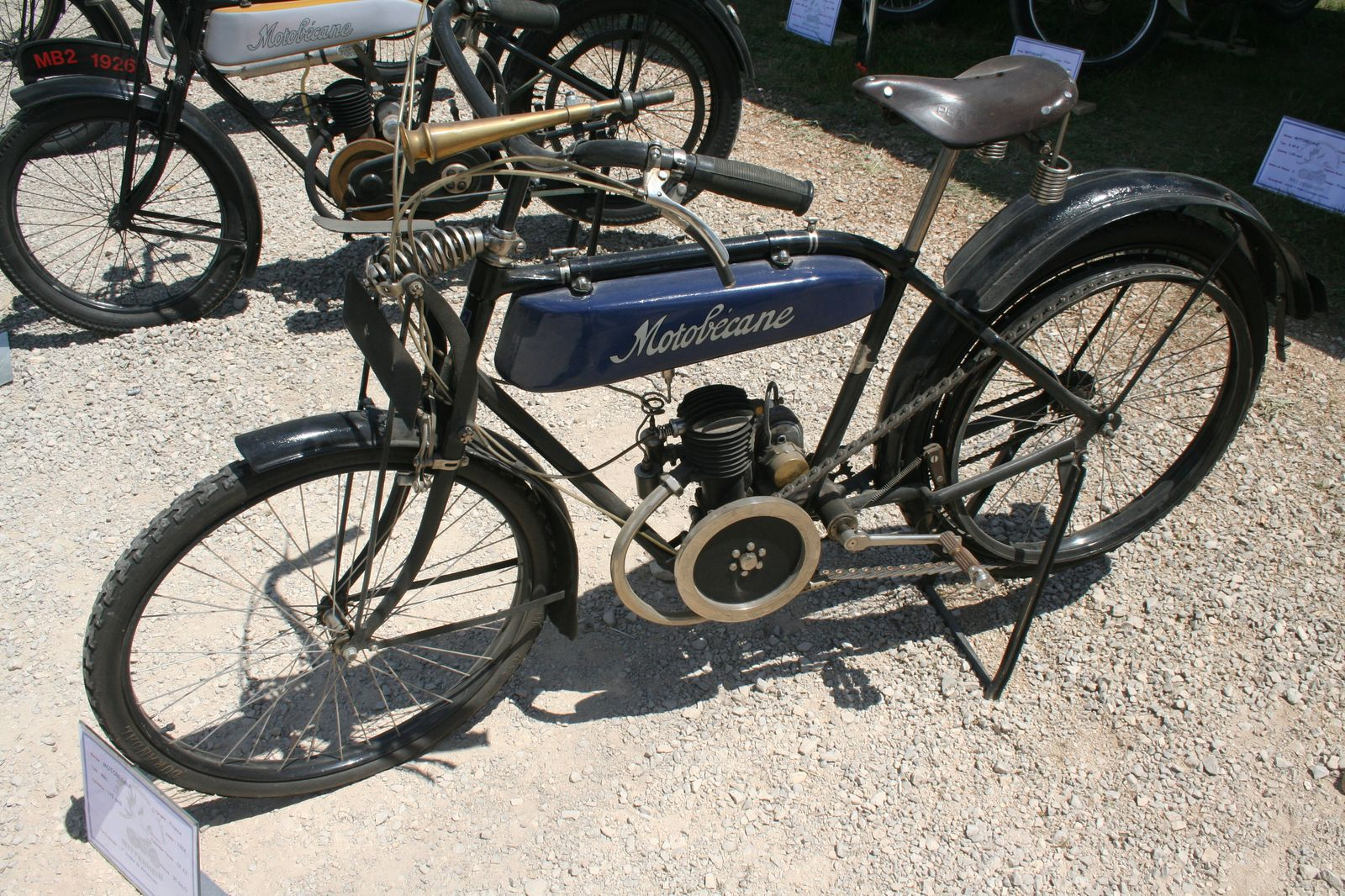
Motobécane (1923)
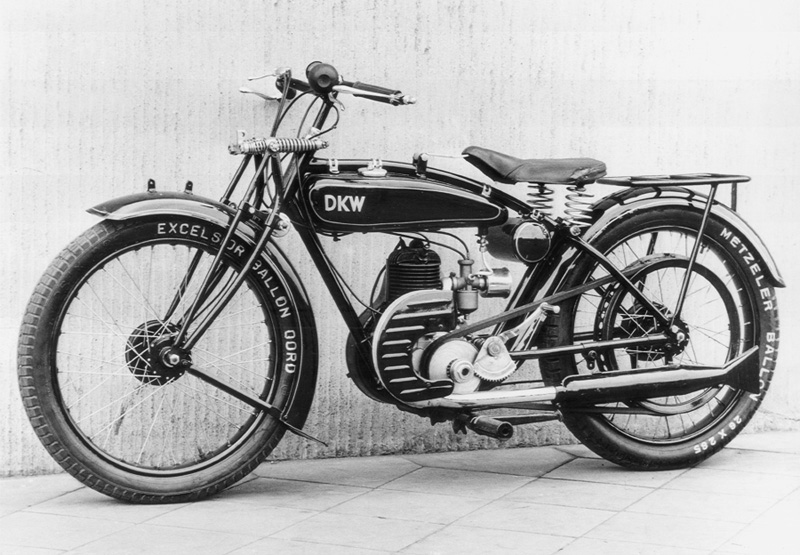
DKW E 200 (1928)
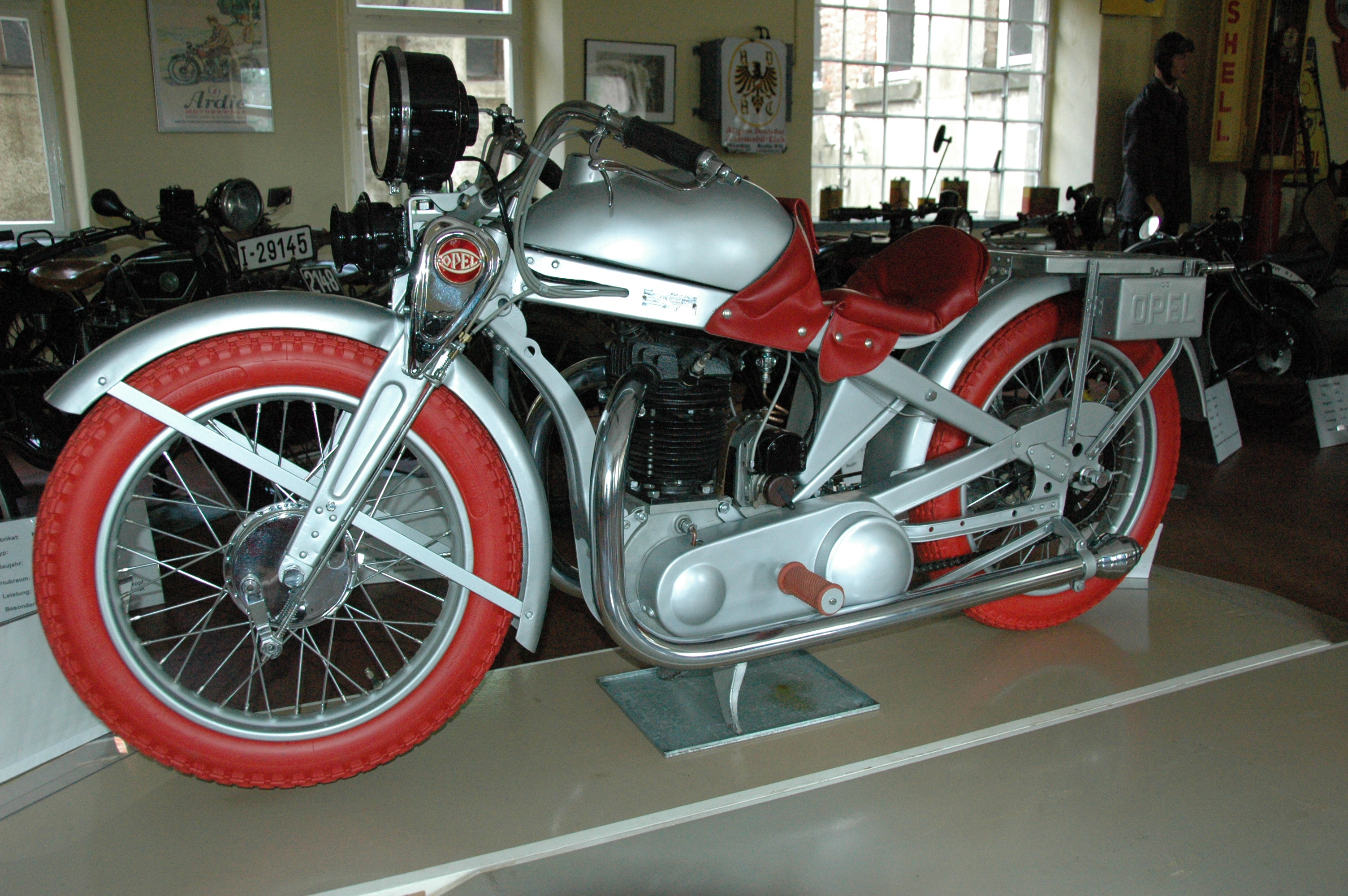
Opel Motoclub (1930) unter Federgabel beschrieben
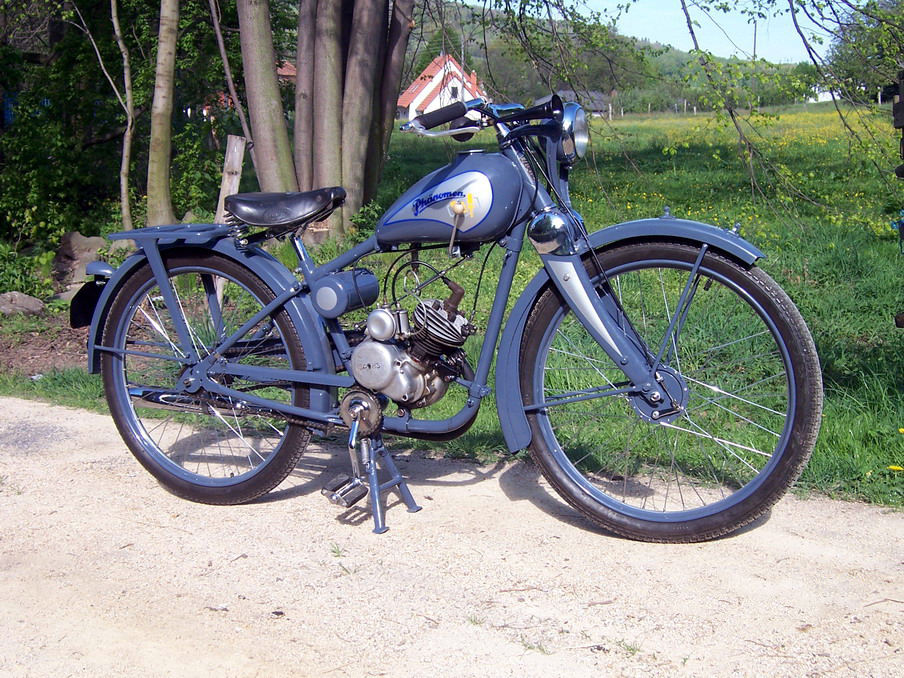
Phänomen Moped Bob (1937)
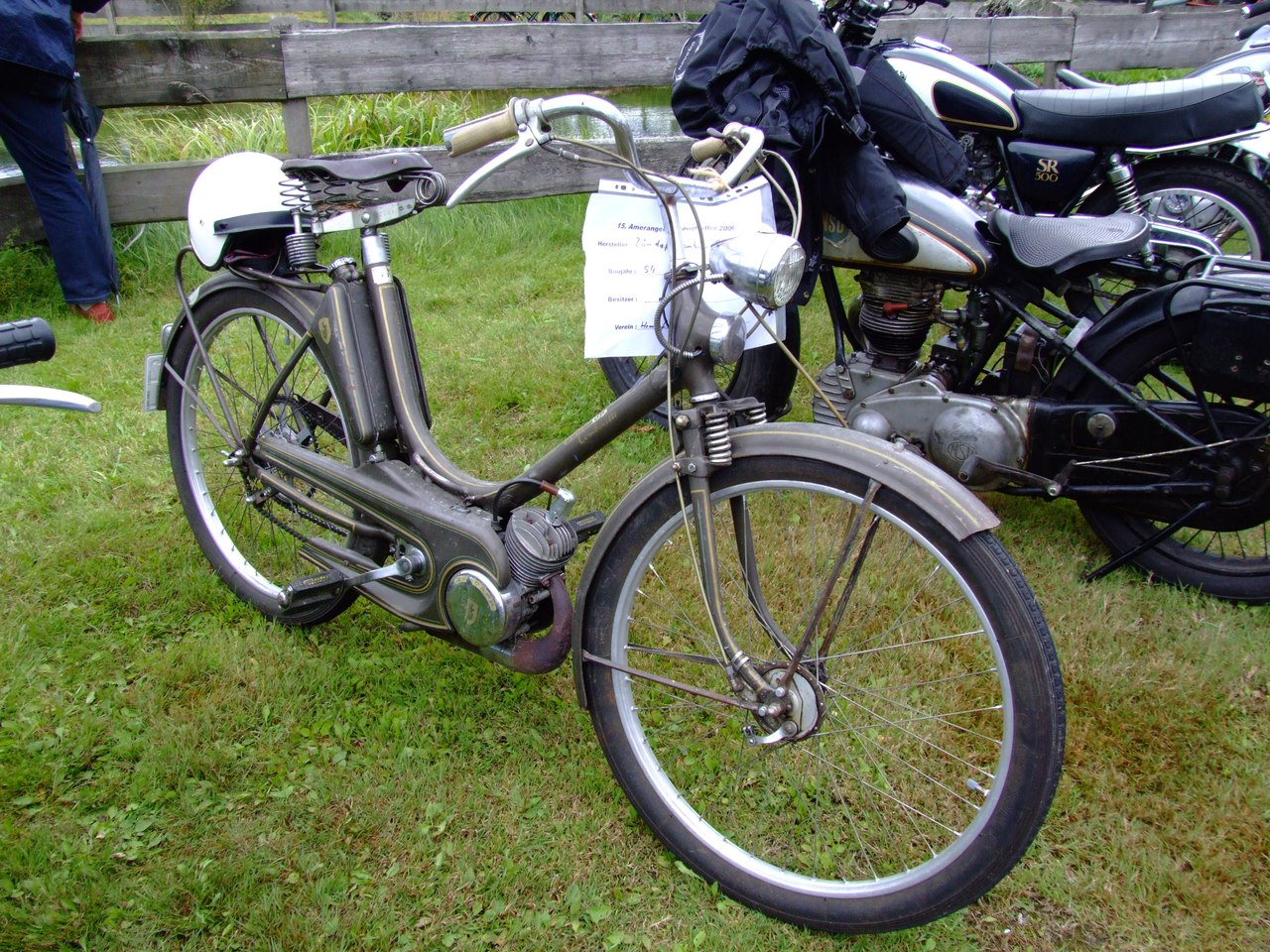
Zündapp Combinette (1954)